# Tomek na Alasce
Tomek na Alasce – dziesiąty tom cyklu książek Alfreda Szklarskiego o przygodach Tomka Wilmowskiego i jego przyjaciół, wydany w 2021 r. Jego autorem jest Maciej Dudziak, który bazował na notatkach pozostawionych przez Alfreda Szklarskiego.
Po wydanym w 1987 r. Tomku w Gran Chaco Alfred Szklarski planował wydanie jeszcze trzech tomów przygód Tomka Wilmowskiego. Rozpoczął pisanie Tomka w grobowcach faraonów, a jako kolejną powieść planował Przygody Tomka na Alasce. Plany te pokrzyżowała śmierć Szklarskiego w 1992 r.

## Fabuła
Tomek, kapitan Nowicki oraz Sally przybywają na Alaskę tym razem jako uczestnicy wspólnej naukowej wyprawy amerykańskiego uniwersytetu w Chicago oraz Brytyjskiego Towarzystwa Geograficznego. Wyprawę finansuje znany milioner i filantrop – John Davison Rockefeller. Na miejscu okazuje się jednak, że wcześniejsza grupa geologów i kartografów, do której mieli dołączyć Polacy, zniknęła bez śladu w tajemniczych okolicznościach... Tomek, Sally oraz kapitan Nowicki ruszają na północ z wyprawą ratunkową.